# Faro de Punta del Este
El Faro de Punta del Este está ubicado sobre la costa del Océano Atlántico, en Punta del Este, Maldonado, Uruguay. Fue construido en 1860. Es una torre cilíndrica de mampostería, cúpula a franjas radiales blancas y rojas e edificaciones blancas de 25 metros de altura al pie. Para su construcción se utilizaron materiales provenientes de Europa. 
Tiene una altura de 25 metros, con un alcance luminoso de 8,8 millas náuticas.
El 14 de marzo de 2000, con el código 2000-04-S, el Correo Uruguayo imprimió unos sellos valor 5 pesos uruguayos en su homenaje.
No esta permitido al acceso al público. 